# Remember Me (Sage the Gemini)
Remember Me è il primo album in studio del rapper statunitense Sage the Gemini, pubblicato nel 2014.

## Tracce
Edizione standard
1. Remember Me – 2:51
2. Bad Girls – 2:23
3. Go Somewhere (featuring Iamsu!) – 4:31
4. Gas Pedal (featuring Iamsu!) – 3:28
5. Red Nose – 3:13
6. College Drop (featuring Kool John) – 2:54
7. Put Me On (featuring Shady Bo) – 3:53
8. Down On Your Luck (featuring August Alsina) – 2:16
9. Mad at Me (featuring Jay Ant & Iamsu!) – 2:45
10. Nothing to Me (featuring Iamsu!) – 3:34
11. Don't You – 2:17
12. Second Hand Smoke (featuring Eric Bellinger) – 2:45

Edizione deluxe (tracce bonus)
1. Just a Kiss – 2:39
2. Desert of Mirages (featuring Berner & Kehlani) – 4:29
3. Give It Up (featuring Berner & P-Lo) – 3:43
4. Gas Pedal (Remix) (featuring Justin Bieber & Iamsu!) – 4:39